# 东太乡
东太乡，是中华人民共和国四川省南充市西充县下辖的一个乡镇级行政单位。

## 行政区划
东太乡下辖以下地区：
东太村、东岗山村、金龙山村、天马山村、长坪沟村、土地垭村、三岔河村、响堂堡村、八宝山村、莲花寺村、鱼池寺村、团岭子村、空柏树村、太清宫村和红花坪村。